# نبرد دریایی گوادالکانال
نبرد دریایی گوادالکانال نبردی دریایی است در جنگ جهانی دوم که در تاریخ ۱۲ تا ۱۵ نوامبر سال ۱۹۴۲ میان ارتش آمریکا و امپراتوری ژاپن به وقوع پیوست و در نهایت با پیروزی ارتش آمریکا به پایان رسید.